# Leichtathletik-Weltmeisterschaften 1997/20 km Gehen der Männer
Das 20-km-Gehen der Männer bei den Leichtathletik-Weltmeisterschaften 1997 wurde am 2. August 1997 in den Straßen der griechischen Hauptstadt Athen ausgetragen.
Weltmeister wurde der Mexikaner Daniel García. Rang zwei belegte der russische Vizeweltmeister von 1991 und amtierende Europameister Michail Schtschennikow, der außerdem bei den Olympischen Spielen 1996 Silber über die Distanz von 50 Kilometer gewonnen hatte. Bronze ging an den Belarussen Michail Chmelnizki.

## Bestehende Bestmarken

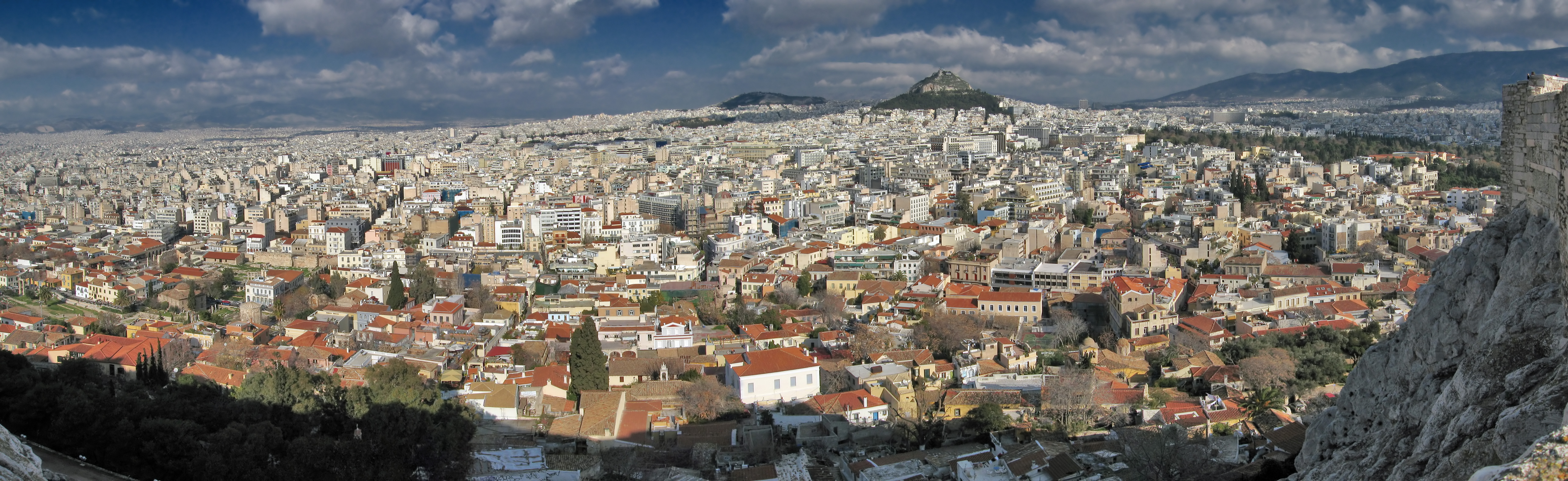
Blick von der Akropolis auf Athen im Jahr 2008

| Weltbestzeit             | 1:18:13 h | Pavol Blažek      | Hildesheim, BR Deutschland | 16. September 1990 |
| Weltmeisterschaftsrekord | 1:19:37 h | Maurizio Damilano | WM 1991 in Tokio, Japan    | 24. August 1991    |

Anmerkung:
Rekorde wurden damals im Marathonlauf und Straßengehen wegen der unterschiedlichen Streckenbeschaffenheiten mit Ausnahme von Meisterschaftsrekorden nicht geführt.
Der bestehende WM-Rekord wurde bei diesen Weltmeisterschaften nicht eingestellt und nicht verbessert.

## Durchführung
Hier gab es keine Vorrunde, alle 49 Geher traten gemeinsam zum Finale an.

## Doping
Der Wettbewerb wurde von einem Dopingfall überschattet:

Der zunächst zehntplatzierte spanische Olympiasieger von 1992 Daniel Plaza wurde des Dopingmissbrauchs überführt und disqualifiziert. Seine Erklärung gehört in eine Hitliste der lächerlichsten Ausreden für einen positiven Dopingtest: er habe oralen Sex mit seiner schwangeren Frau gehabt, die wohl das Steroid als Schwangere auf natürliche Weise produziert und auf ihn übertragen habe.

## Ergebnis

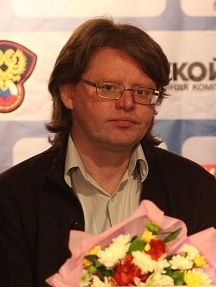
Michail Schtschennikow, amtierende Europameister und 1996 Olympiazweiter über 50 km, wurde wie schon 1991 Vizeweltmeister

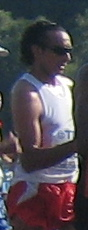
Hatem Ghoula wurde Neunter

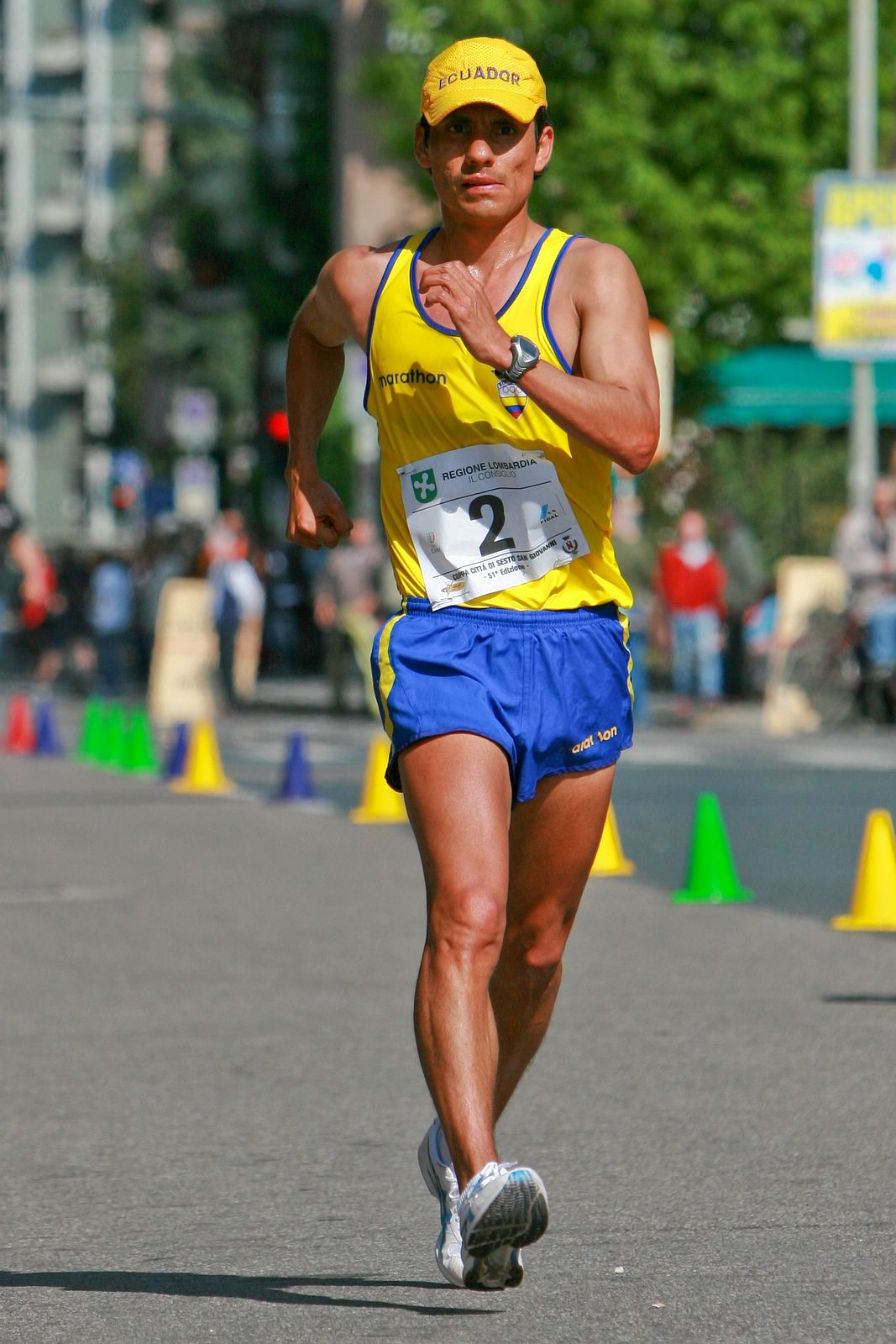
Jefferson Pérez belegte Rang dreizehn

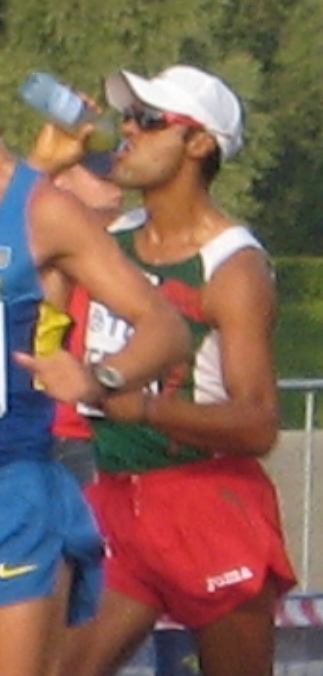
Omar Zepeda kam auf den siebzehnten Platz

2. August 1997, 19:20 Uhr
| Platz | Name                         | Nation              | Zeit (h) |
| ----- | ---------------------------- | ------------------- | -------- |
| 1     | Daniel García                | Mexiko              | 1:21:43  |
| 2     | Michail Schtschennikow       | Russland            | 1:21:53  |
| 3     | Michail Chmelnizki           | Belarus             | 1:22:01  |
| 4     | Yu Guohui                    | Volksrepublik China | 1:22:57  |
| 5     | Li Zewen                     | Volksrepublik China | 1:23:03  |
| 6     | Jauhen Missjulja             | Belarus             | 1:23:10  |
| 7     | Michele Didoni               | Italien             | 1:23:14  |
| 8     | Giovanni De Benedictis       | Italien             | 1:23:33  |
| 9     | Hatem Ghoula                 | Tunesien            | 1:23:49  |
| 10    | Robert Ihly                  | Deutschland         | 1:24:12  |
| 11    | Alessandro Gandellini        | Italien             | 1:23:24  |
| 12    | Igor Kollár                  | Slowakei            | 1:23:37  |
| 13    | Jefferson Pérez              | Ecuador             | 1:23:46  |
| 14    | Jacek Müller                 | Polen               | 1:23:47  |
| 15    | Joel Sánchez                 | Mexiko              | 1:23:48  |
| 16    | Denis Langlois               | Frankreich          | 1:25:27  |
| 17    | Omar Zepeda                  | Mexiko              | 1:25:38  |
| 18    | Nicholas A’Hern              | Australien          | 1:25:46  |
| 19    | Artur Meleshkevich           | Belarus             | 1:25:47  |
| 20    | Sérgio Galdino               | Brasilien           | 1:25:50  |
| 21    | Roberto Oscal                | Guatemala           | 1:26:20  |
| 22    | Marco Giungi                 | Italien             | 1:26:23  |
| 23    | Modris Liepinš               | Lettland            | 1:26:24  |
| 24    | Jean-Olivier Brosseau        | Frankreich          | 1:26:39  |
| 25    | Sándor Urbanik               | Ungarn              | 1:26:50  |
| 26    | Gyula Dudás                  | Ungarn              | 1:27:17  |
| 27    | José Urbano                  | Portugal            | 1:27:25  |
| 28    | Miloš Holuša                 | Tschechien          | 1:27:27  |
| 29    | Fedosei Ciumacenco           | Moldau              | 1:28:51  |
| 30    | Luis García                  | Guatemala           | 1:28:51  |
| 31    | Dion Russell                 | Australien          | 1:30:49  |
| 32    | Róbert Valícek               | Slowakei            | 1:31:28  |
| 33    | Curt Clausen                 | USA                 | 1:32:05  |
| 34    | Waleri Borissow              | Kasachstan          | 1:32:32  |
| 35    | Dimitrios Orfanopoulos       | Griechenland        | 1:32:37  |
| 36    | Fernando Vázquez             | Spanien             | 1:32:44  |
| 37    | Chris Britz                  | Südafrika           | 1:34:02  |
| DNF   | Wladimir Andrejew            | Russland            |          |
| DNF   | Aigars Fadejevs              | Lettland            |          |
| DNF   | Claus Jørgensen              | Dänemark            |          |
| DNF   | Scott Nelson                 | Neuseeland          |          |
| DNF   | Thierry Toutain              | Frankreich          |          |
| DSQ   | Rami Abdelhadi Al-Deeb       | Palästina           |          |
| DSQ   | Andreas Erm                  | Deutschland         |          |
| DSQ   | Narinder Singh Harbans Singh | Malaysia            |          |
| DSQ   | Ilja Markow                  | Russland            |          |
| DSQ   | Julio René Martínez          | Guatemala           |          |
| DSQ   | Jan Staaf                    | Schweden            |          |
| DOP   | Daniel Plaza                 | Spanien             |          |

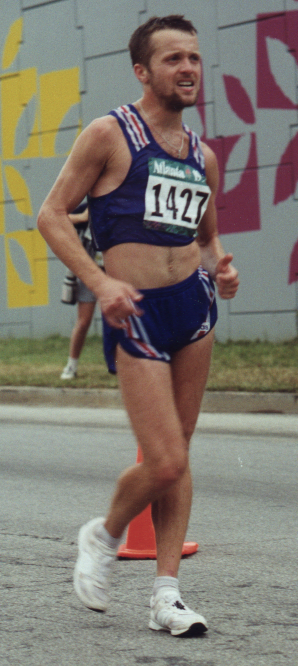
Rang 24 für Jean-Olivier Brosseau
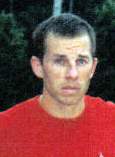
Ilja Markow wurde disqualifiziert
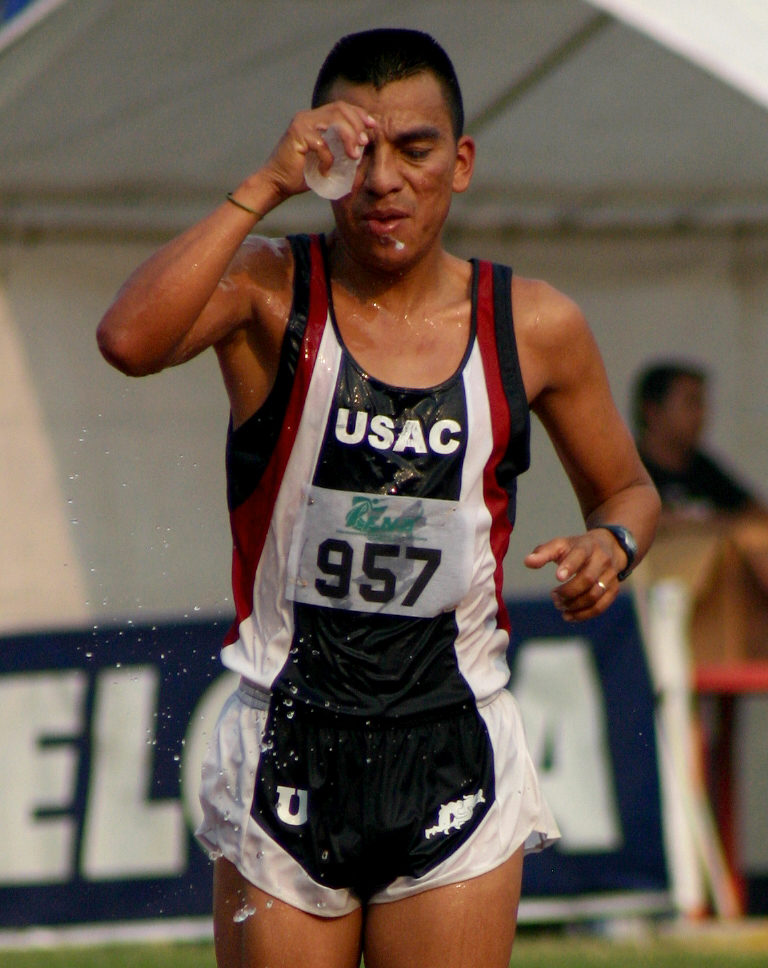
Julio René Martínez – disqualifiziert

## Video
- Men's 20km Walk (incomplete) - 1999 IAAF World Championships auf youtube.com, abgerufen am 13. Juni 2020